# Bashkia e Burrelit
Bashkia e Burrelit är en kommun i Albanien.   Den ligger i prefekturen Qarku i Dibrës, i den norra delen av landet, 40 kilometer norr om huvudstaden Tirana.
Trakten runt Bashkia e Burrelit består till största delen av jordbruksmark.  Runt Bashkia e Burrelit är det ganska tätbefolkat, med 54 invånare per kvadratkilometer.